# Cisterna árabe de Cuart de Poblet

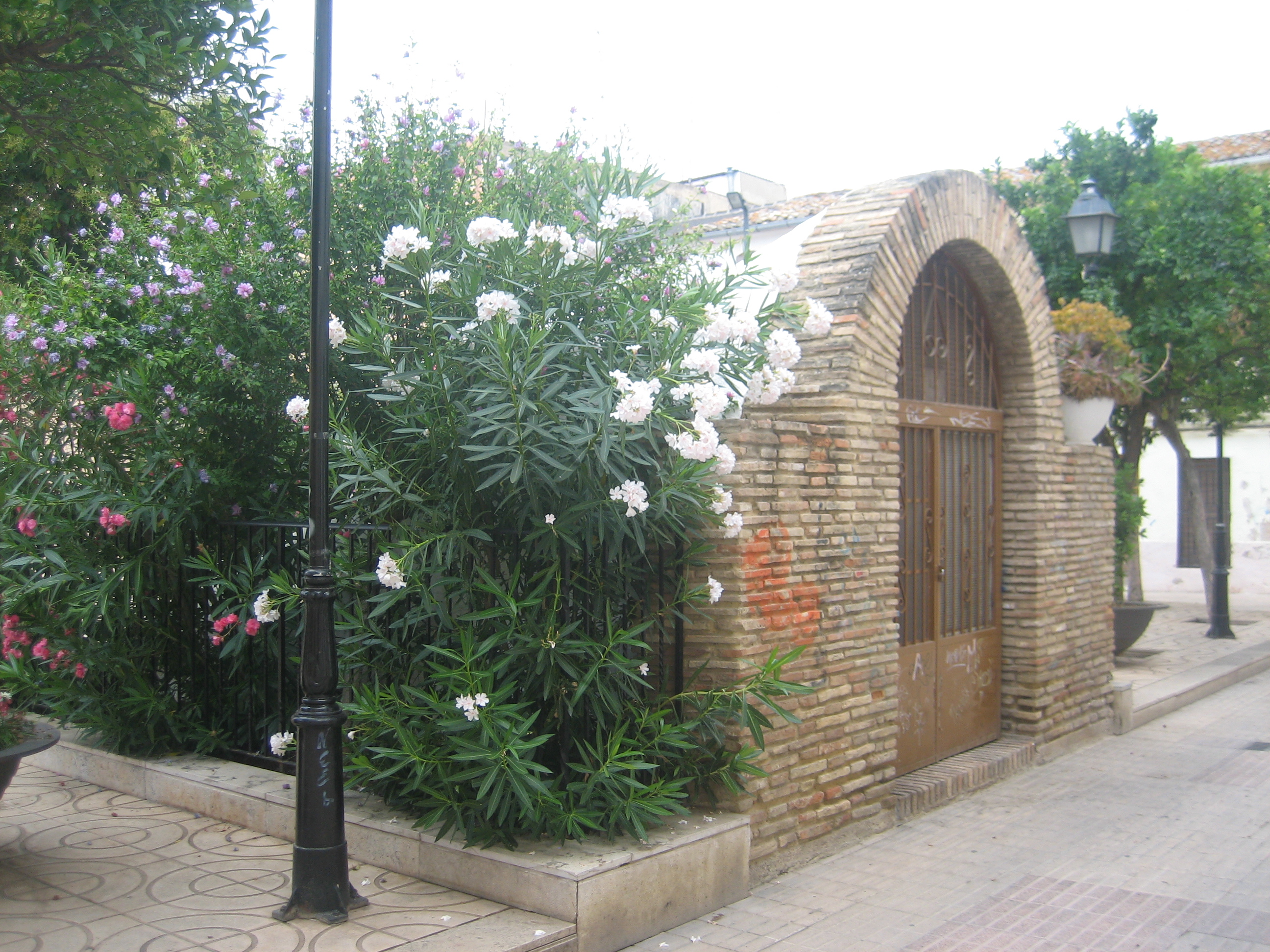
Acceso actual.

La Cisterna árabe de Cuart de Poblet, es una antigua cisterna árabe, situado en la plaza de la Iglesia de Cuart de Poblet (Valencia).
Es bien de interés cultural con código 46.14.102-002 y registro ministerial R-I-51-0004506 de 1 de junio de 1981.

## Descripción
El edificio se divide en dos partes con funciones diferentes: 
- por un lado, hay una escalera que da acceso a la fuente en la que se cargaba el agua.
- por otro lado, está el depósito propiamente dicho, el cual es una sala rectangular cubierta por bóveda de cañón y con dos aberturas para la entrada del agua.

El depósito estaba revestivo con cal, revestimiento que se renovaba, por motivos higiénicos, anualmente en verano. El conjunto está excavado y bajo el nivel de la calle. Alcanza a siete metros bajo la plaza de la Iglesia.
Le escalera es de 20,85 m de longitud, de 2 a 2,5 de ancho y 2,7 de luz. Las dimensiones de la cisterna son 15,25 por 6,5 metros, y siete metros de altura.
Tanto la escalera como el depósito están cubiertos por una bóveda de cañón. El suelo de las escaleras y la cisterna están construidos con ladrillo de barro cocido.
A inicios del siglo XXI existe una nueva abertura que conecta la cisterna con el exterior para permitir su uso como sala de exposiciones.

## Historia
El origen de la cisterna se atribuye según diferentes fuentes a los visigodos (siglo VII) o a los musulmanes.